# ج ناكاجما
جٌ ناكاجِما (باليابانية: 中嶋 譲) (مواليد 3 يوليو 1980)، هو لاعب كرة قدم ياباني سابق كان يلعب كمهاجم.

## وصلات خارجية
- ج ناكاجما على موقع رابطة كرة القدم اليابانية للمحترفين (اليابانية)
- ج ناكاجما على موقع عالم كرة القدم.نت (الإنجليزية)